# Chabacano (estación)
Chabacano es una de las estaciones que forman parte del Metro de la Ciudad de México. Es la correspondencia de la Línea 2, la Línea 8 y la Línea 9. Se ubica en el centro de la Ciudad de México, en la alcaldía Cuauhtémoc.

## Información general
Al crearse las colonias Asturias y Vista Alegre, se proyectó una calle a la que se le llamó Chabacano debido a la cantidad de árboles de chabacano que había en aquellos terrenos baldíos y cuya fruta germinaba prodigiosamente por la proximidad que tenía al río de la Piedad. Este río ahora está entubado y es el Viaducto Miguel Alemán, de donde deriva el nombre e isotipo de la estación.[cita requerida]
Desde 1970 y hasta 1986, fue una estación de paso como las demás de la Línea 2, con un solo andén. Al ser conectada con la Línea 9, la estación de la Línea 2 sufrió cambios, por lo que se tuvo que cerrar la estación de la Línea 2 para reconstruir la estación en Solución Barcelona y construir su correspondencia.[cita requerida]
Todos los andenes de esta estación están resueltas con la Solución Barcelona, es decir, se ponen dos andenes a los lados y uno al centro de la estación.[cita requerida]
En 1990, en esta estación de la línea 9 se filmó la célebre escena de la persecución de la película Total Recall, conocida en Latinoamérica como El vengador del futuro y en España como Desafío total.[cita requerida]

## Murales

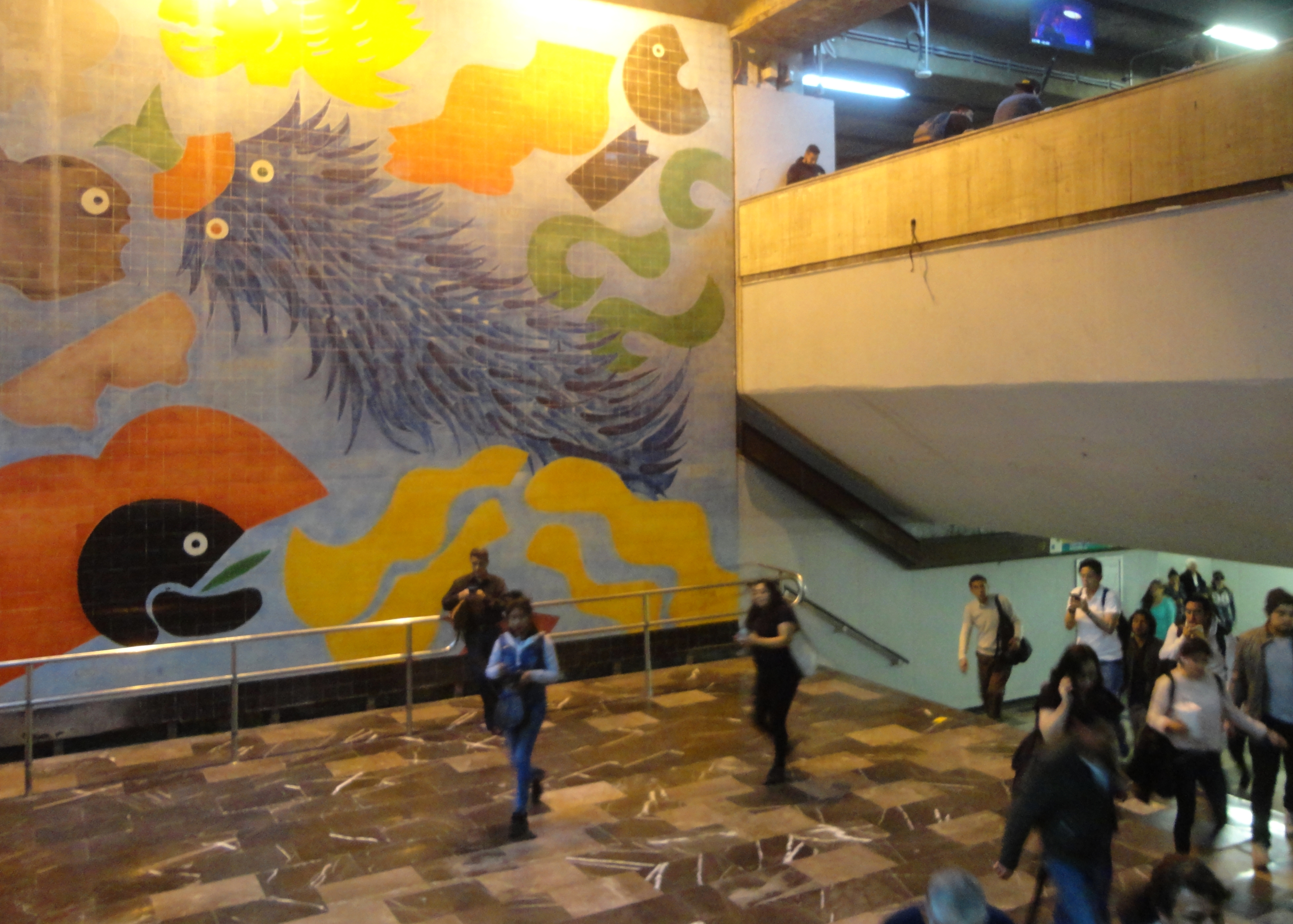
Mural Civilización y Cultura de José de Guimarães.

- Los murales Urban historias del rock mexicano I y II de Jorge Flores Manjarrez. En él se muestran personajes del Rock de México y del Movimiento Rupestre.
- El mural "Civilización y Cultura" de José de Guimarães donado por el metro de Lisboa. Incluye temas e imágenes comunes de la tradición popular mexicana. Están realizados con piedras de cerámica coloreadas y ocupan una superficie de 120 metros cuadrados.

## Afluencia
En la correspondía con la línea 8 se registró en 2014 una afluencia promedio de 3.244 personas; mientras que para la línea 2 fue de 23 467 usuarios. A comparación con sus otras correspondencias, la estación Chabacano de la línea 8 (en sus 19 estaciones) es la menos transitada por los usuarios.
| Tipo de día   | Afluencia promedio Línea 8 | Afluencia promedio Línea 2 |
| ------------- | -------------------------- | -------------------------- |
| Día festivo   | 2.078                      | 12 995                     |
| Día laboral   | 3.608                      | 26 068                     |
| Fin de semana | 2.490                      | 18 071                     |
| Anual         | 3.244                      | 23 467                     |

Las siguientes tablas muestran la afluencia de la estación (por línea) en los últimos 10 años:
| Afluencia Anual de Pasajeros (Línea 2) | Afluencia Anual de Pasajeros (Línea 2) | Afluencia Anual de Pasajeros (Línea 2) | Afluencia Anual de Pasajeros (Línea 2) | Afluencia Anual de Pasajeros (Línea 2) | Afluencia Anual de Pasajeros (Línea 2) |
| -------------------------------------- | -------------------------------------- | -------------------------------------- | -------------------------------------- | -------------------------------------- | -------------------------------------- |
| Año                                    | Afluencia                              | A Diario                               | Ranking                                | Incremento                             | Ref.                                   |
| 2024                                   | -                                      | -                                      | -                                      | -                                      |                                        |
| 2023                                   | 8,005,603                              | 21,933                                 | 43°/187                                | +9.53%                                 | [ 3 ]                                  |
| 2022                                   | 7,309,103                              | 20,024                                 | 43°/175                                | +62.52%                                | [ 4 ]                                  |
| 2021                                   | 4,497,267                              | 12,321                                 | 61°/195                                | -32.96%                                | [ 5 ]                                  |
| 2020                                   | 6,707,998                              | 18,327                                 | 34°/195                                | -35.83%                                | [ 6 ]                                  |
| 2019                                   | 10,452,786                             | 28,637                                 | 47°/195                                | -3.49%                                 | [ 7 ]                                  |
| 2018                                   | 10,831,155                             | 29,674                                 | 45°/195                                | +5.52%                                 | [ 8 ]                                  |
| 2017                                   | 10,264,980                             | 28,123                                 | 47°/195                                | -0.07%                                 | [ 9 ]                                  |
| 2016                                   | 10,272,203                             | 28,066                                 | 49°/195                                | +0.34%                                 | [ 10 ]                                 |
| 2015                                   | 10,236,980                             | 28,046                                 | 50°/195                                | +3.69%                                 | [ 11 ]                                 |

| Afluencia Anual de Pasajeros (Línea 8) | Afluencia Anual de Pasajeros (Línea 8) | Afluencia Anual de Pasajeros (Línea 8) | Afluencia Anual de Pasajeros (Línea 8) | Afluencia Anual de Pasajeros (Línea 8) | Afluencia Anual de Pasajeros (Línea 8) |
| -------------------------------------- | -------------------------------------- | -------------------------------------- | -------------------------------------- | -------------------------------------- | -------------------------------------- |
| Año                                    | Afluencia                              | A Diario                               | Ranking                                | Incremento                             | Ref.                                   |
| 2024                                   | -                                      | -                                      | -                                      | -                                      |                                        |
| 2023                                   | 1,479,067                              | 4,052                                  | 170°/187                               | +26.33%                                | [ 3 ]                                  |
| 2022                                   | 1,170,770                              | 3,207                                  | 171°/175                               | +18.48%                                | [ 12 ]                                 |
| 2021                                   | 988,177                                | 2,707                                  | 177°/195                               | +11.73%                                | [ 5 ]                                  |
| 2020                                   | 884,432                                | 2,416                                  | 189°/195                               | -43.12%                                | [ 6 ]                                  |
| 2019                                   | 1,554,977                              | 4,260                                  | 191°/195                               | -1.02%                                 | [ 7 ]                                  |
| 2018                                   | 1,571,045                              | 4,304                                  | 191°/195                               | +10.33%                                | [ 8 ]                                  |
| 2017                                   | 1,424,001                              | 3,901                                  | 191°/195                               | +2.15%                                 | [ 9 ]                                  |
| 2016                                   | 1,394,042                              | 3,808                                  | 191°/195                               | +0.44%                                 | [ 10 ]                                 |
| 2015                                   | 1,387,923                              | 3,802                                  | 183°/195                               | -0.51%                                 | [ 11 ]                                 |

| Afluencia Anual de Pasajeros (Línea 9) | Afluencia Anual de Pasajeros (Línea 9) | Afluencia Anual de Pasajeros (Línea 9) | Afluencia Anual de Pasajeros (Línea 9) | Afluencia Anual de Pasajeros (Línea 9) | Afluencia Anual de Pasajeros (Línea 9) |
| -------------------------------------- | -------------------------------------- | -------------------------------------- | -------------------------------------- | -------------------------------------- | -------------------------------------- |
| Año                                    | Afluencia                              | A Diario                               | Ranking                                | Incremento                             | Ref.                                   |
| 2024                                   | -                                      | -                                      | -                                      | -                                      |                                        |
| 2023                                   | 3,073,903                              | 8,421                                  | 132°/187                               | -0.58%                                 | [ 3 ]                                  |
| 2022                                   | 3,091,961                              | 8,471                                  | 128°/175                               | +9.90%                                 | [ 13 ]                                 |
| 2021                                   | 2,813,390                              | 7,707                                  | 117°/195                               | +32.75%                                | [ 14 ]                                 |
| 2020                                   | 2,119,283                              | 5,790                                  | 150°/195                               | -45.83%                                | [ 15 ]                                 |
| 2019                                   | 3,912,641                              | 10,719                                 | 150°/195                               | -2.54%                                 | [ 16 ]                                 |
| 2018                                   | 4,014,545                              | 10,998                                 | 146°/195                               | +0.42%                                 | [ 17 ]                                 |
| 2017                                   | 3,997,946                              | 10,953                                 | 143°/195                               | -0.01%                                 | [ 18 ]                                 |
| 2016                                   | 3,998,201                              | 10,924                                 | 144°/195                               | +0.59%                                 | [ 19 ]                                 |
| 2015                                   | 3,974,566                              | 10,889                                 | 131°/195                               | +6.61%                                 | [ 20 ]                                 |

## Conectividad

### Salidas
- Por línea 2 al Oriente: Calzada San Antonio Abad entre calle Juan Antonio Mateos y Eje 3 Sur Calzada Chabacano, colonia Vista Alegre.
- Por línea 2 al Poniente: Calzada San Antonio Abad entre Calle Manuel Caballero y Calle Antonio Solís, colonia Obrera.
- Por línea 8 al Norte: Calle Juan Antonio Mateos esquina Vicente Beristain, colonia Vista Alegre.
- Por línea 8 al Suroriente: Calle Juan Antonio Mateos esquina Vicente Beristain, colonia Vista Alegre.
- Por línea 8 al Surponiente: Juan Antonio Mateos esquina Vicente Beristain, colonia Vista Alegre.
- Por línea 9 al Nororiente: Eje 3 Sur Calzada Chabacano y José Antonio Torres, colonia Vista Alegre.
- Por línea 9 al Suroriente: Eje 3 Sur Calzada Chabacano y José Antonio Torres, colonia Vista Alegre.
- Por línea 9 al Norponiente: Eje 3 Sur Calzada Chabacano y Francisco Ayala, colonia Ampliación Asturias.
- Por línea 9 al Surponiente: Eje 3 Sur Calzada Chabacano y Francisco Ayala, colonia Ampliación Asturias.

### Conectividad con otros sistemas de transporte
- Servicio de Transportes Eléctricos de la Ciudad de México
  - Línea 2 del Trolebús de la Ciudad de México: José Antonio Torres (sentido poniente-oriente)[21]
- Red de Transporte de Pasajeros de la Ciudad de México
  - Ruta Metro Chabacano - León de los Aldama
  - Ruta Metro Pino Suárez (Izazaga) - ENAP/Deportivo Xochimilco/Caseta de Cobro

- Microbuses y Corredores Concesionados
- COTXSA y COTX-GR 
  - Metro Pino Suarez (Izazaga) - Tlalpan/Estadio Azteca/Glorieta de Huipulco/San Fernando/Tepexmilpa
  - Metro Pino Suarez (Izazaga) - Tlalpan/Tasqueña/Estadio Azteca/Santiago/ENAP/La Noria.

- Corredor Tacubaya - La Valenciana (SAUSA)
  - Metro Tacubaya - Metro Puebla (Por Eje 3 Sur, Contraflujo)